# Kombori (departamento)

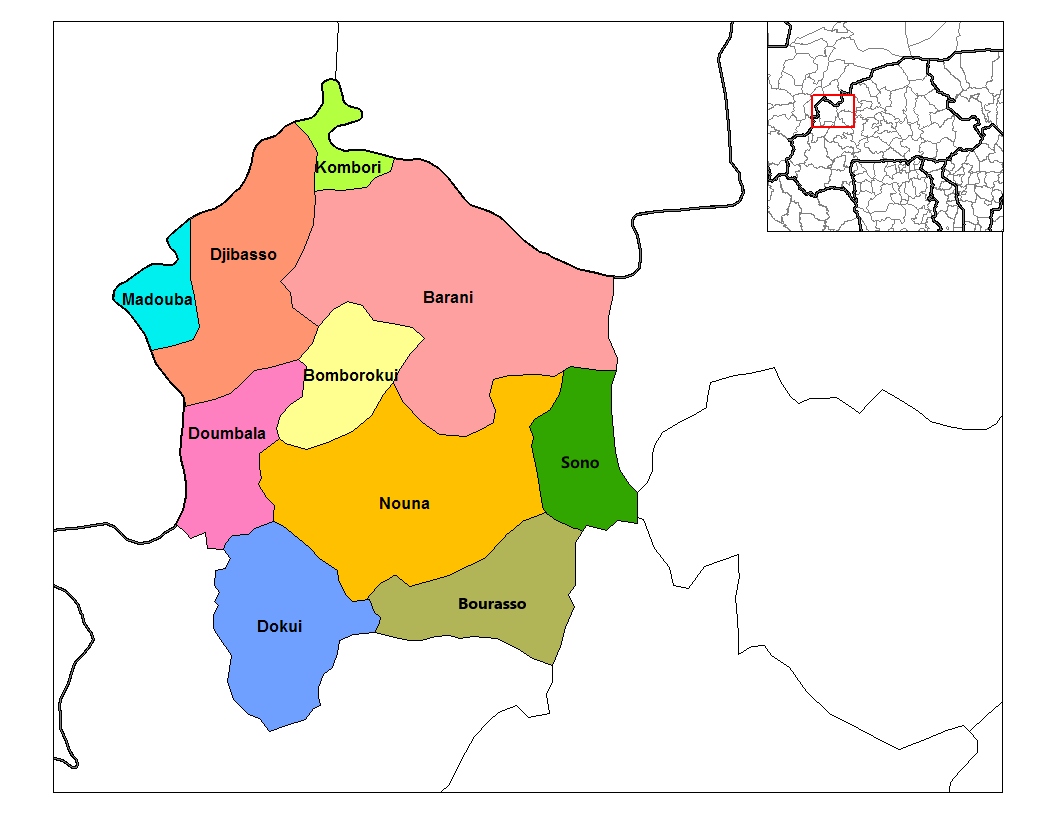

Kombori é um dos dez departamentos da província de Kossi, no Burkina Faso.